# Siantar Tonga Tonga I
Siantar Tonga Tonga I is een bestuurslaag in het regentschap Toba Samosir van de provincie Noord-Sumatra, Indonesië. Siantar Tonga Tonga I telt 840 inwoners (volkstelling 2010).